# Agrotis liniclinans
Agrotis liniclinans är en fjärilsart som beskrevs av Köhler 1967. Agrotis liniclinans ingår i släktet Agrotis och familjen nattflyn. Inga underarter finns listade i Catalogue of Life.